# Humsjön, Halland
Humsjön är en sjö i Varbergs kommun i Halland och ingår i Ätran-Himleåns kustområde. Sjön är 2,3 meter djup, har en yta på 0,256 kvadratkilometer och är belägen 48,1 meter över havet. Sjön avvattnas av vattendraget Tvååkers Kanal.

## Delavrinningsområde
Humsjön ingår i det delavrinningsområde (633303-130103) som SMHI kallar för Utloppet av Humsjön. Medelhöjden är 66 meter över havet och ytan är 1,73 kvadratkilometer. Räknas de 12 avrinningsområdena uppströms in blir den ackumulerade arean 23,31 kvadratkilometer. Avrinningsområdets utflöde Tvååkers Kanal mynnar i havet. Avrinningsområdet består mestadels av skog (68 procent) och jordbruk (11 procent). Avrinningsområdet har 0,25 kvadratkilometer vattenytor vilket ger det en sjöprocent på 14,5 procent.